# 褚辉
褚辉（?—?），字高明，隋朝儒学者，吴郡（今江苏省苏州市）人。
褚辉以《三礼》（《周礼》《礼记》《仪礼》）之学著称于江南。隋炀帝时，征召天下儒术之士，褚辉、顾彪、鲁世达等人都聚集到内史省，相互依次讲谈讨论，褚辉博学善辩，没有能驳倒他的，于是擢升为太学博士。撰写《礼疏》一百卷。